# Geodorum recurvum
Geodorum recurvum là một loài thực vật có hoa trong họ Lan. Loài này được (Roxb.) Alston mô tả khoa học đầu tiên năm 1931.